# Huei tlamahuiçoltica
Le Huei tlamahuiçoltica est le nom d’une publication en nahuatl de 36 pages, publié à Mexico (Nouvelle-Espagne) en 1649 par Luis Lasso de la Vega, vicaire de la chapelle Notre-Dame de Guadalupe à Tepeyac, située au nord de la ville de Mexico. Il est généralement connu sous le titre abrégé « Huei Tlamahuiçoltica » (« Le grand événement »). Si, dans la préface, Luis Lasso de la Vega a revendiqué la qualité d'auteur de l'ensemble du travail, les érudits et historiens nahuatlaques du Mexique s'accordent à accepter la paternité d'Antonio Valeriano pour le Nican mopohua,,.
La publication est écrite presque entièrement en nahuatl et comprend le Nican mopohua, qui relate les apparitions de Notre-Dame de Guadalupe à Tepeyac en 1531. Il comprend également le Nican Motecpana, qui énumère les miracles attribués par certains à D. Fernando de Alva Cortés Ixtlilxochitl.
Les éléments relatées dans l'édition de 1649 ont été publiés pour la première fois dans le livre imprimé en espagnol Imagen de la Virgen María, Madre de Dios de Guadalupe (« Image de la Vierge Marie, mère de Dieu de Guadalupe »), écrit par Miguel Sánchez (es) en 1648, et contenant un mémoire théologique associant l'image de la Vierge de Guadalupe au passage biblique de l'Apocalypse 12,1,.

## L'ouvrage
Le titre complet de l’œuvre est : « Huei tlamahuiçoltica omonexiti in ilhuicac tlatocaçihuapilli Santa Maria totlaçonantzin Guadalupe in nican huei altepenahuac Mexico itocayocan Tepeyacac » ou (nah) ˈwei t͡ɬamawisoɬˈtika omoneˈʃiti in ilˈwikak t͡ɬatokasiˈwapilːi ˈsanta maˈɾia tot͡ɬasoˈnant͡sin ɡwadaˈlupe in ˈnikan wei aɬtepeˈnawak meˈʃiko itokaˈjokan tepeˈjakak, ce qui signifie « Par un grand miracle est apparue la reine céleste, Sainte Marie, notre précieuse mère de Guadalupe, ici près du grand altepetl de Mexico, à un endroit appelé Tepeyac ».
Le nom d'usage de cette publication reprend les premiers mots de ce titre « Huei tlamahuiçoltica », soit « Le grand événement » ou « Le grand miracle ».
Il peut sembler surprenant que les religieux espagnols aient réalisé une publication au Mexique dans une langue indigène (le nahuatl), mais les évangélisateurs espagnols ont contribué à la diffusion de cette langue local comme « véhicule de la doctrine chrétienne », car la tentative de généralisation de la langue castillane par la monarchie espagnole avait rencontrée un faible succès parmi les populations indigènes.

### Composition
Préface
La première section de l'ouvrage, la préface, est intitulée dans nahuatl « Noble Reine du Ciel, toujours vierge, Mère de Dieu ». Dans cette lettre, l'auteur s'adresse directement à la Vierge Marie. Après l'introduction de quatre à cinq lignes, il explique pourquoi il a choisi le nahuatl pour publier l'histoire des apparitions, il dit :
- « Vous avez vous-même parlé en nahuatl à un pauvre Indien et vous vous êtes peinte de son ayate, montrant ainsi que vous n'êtes pas contrariée par de nombreuses langues ».
- « Que les Indiens de ce pays se souviennent et gardent dans leur langue tout ce que vous avez fait pour eux et comment cela s'est passé ».
- « Le Christ sur la croix avait sa phrase en trois langues ».
- « Vous étiez avec les apôtres à la Pentecôte pour recevoir le Saint-Esprit » (une référence au miracle des Juifs de la diaspora comprenant chacun dans sa propre langue les apôtres après la Pentecôte (Actes des apôtres 2,1-6)[9].

La préface se termine par une courte prière en deux lignes plaidant l'intercession de la Vierge pour l'assistance de l'Esprit-Saint dans l'écriture en nahuatl.
Nican Mopohua

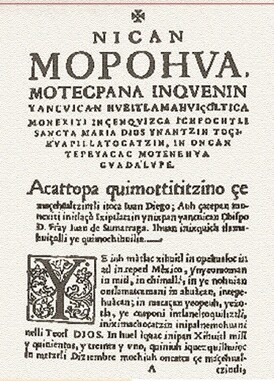
Première page du Nican mopohua.

La seconde partie, le Nican mopohua (« Voici raconté ») constitue le récit en nahuatl des apparitions, y compris l’apparition de la Vierge à l’oncle de Juan Diego : Juan Bernardino. Il est probable que le manuscrit nahuatl utilisé par Lasso était celui d'Antonio Valeriano. La plupart des autorités scientifiques s'accordent sur ce point et sur la date de sa rédaction, à savoir 1556,,.
Ce manuscrit en Nahuatl est également connu sous le nom de la « relation primitive » des apparitions, une copie manuscrite ancienne est archivée à la bibliothèque nationale du Mexique.
Description de l'image
La troisième section est une description de l'image de la Vierge de Guadalupe telle qu'elle a été exposée dans la chapelle de Tepeyac à l'époque de Lasso de la Vega (XVIIe siècle).
Nican motecpana
La quatrième section, intitulée Nican motecpana (soit : « Voici un récit ordonné »). Il relate les quatorze miracles attribués à l'image de la Vierge qui est restée gravée sur le tilma de Juan Diego après l'apparition.
Biographie de Juan Diego
La cinquième section est une biographie post-apparition de Juan Diego, détaillant sa vie pieuse, son dévouement à la Vierge et à son image (restée sur la tilma).
Nican Tlantica
La sixième section, intitulée Nican Tlantica (soit : « Ici finit »), est une histoire générale de la Vierge en Nouvelle-Espagne et une exhortation à sa dévotion.
Dernière prière
La septième section est une autre prière, celle-ci suit la structure du Salve Regina.

### Publication et auteur

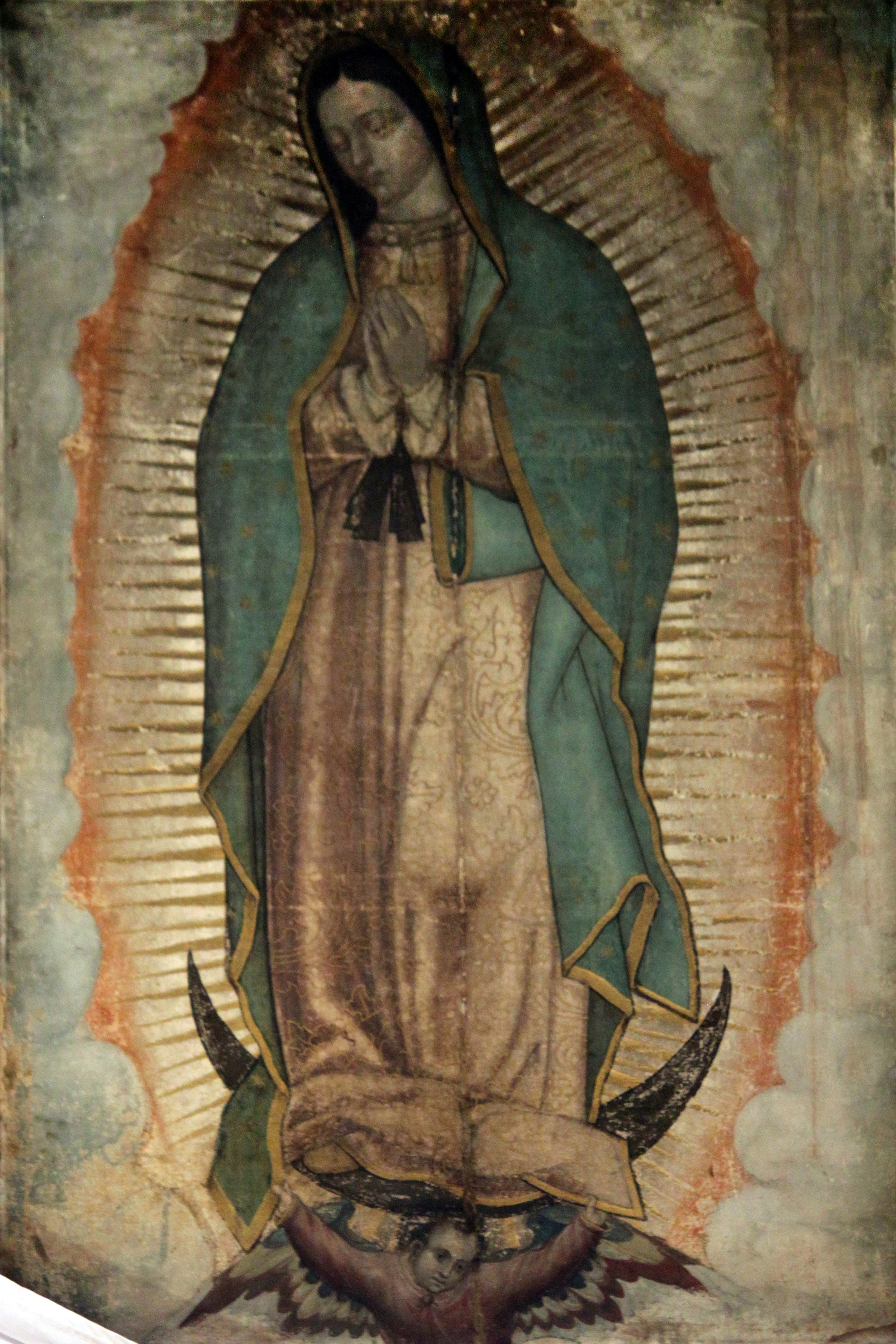
Tilmatli de Juan Diego exposée dans la Basilique Notre-Dame-de-Guadalupe de Mexico.

La responsabilité de la composition et de la paternité de la Huei Tlamahuiçoltica est attribuée par de nombreux érudits et historiens nahuatl contemporains à Luis Lasso de la Vega, vicaire de la chapelle de Tepeyac. Il est possible que Laso de la Vega ait eu des collaborateurs dans la composition de l’œuvre, mais les preuves matérielles sont insuffisantes pour démontrer si une ou plusieurs mains ont participé à la construction du texte en langue nahuatl.
Le travail a été initialement publié sous les auspices du docteur Pedro de Barrientos Lomelín, vicaire général du diocèse mexicain, sur la presse de Juan Ruiz en 1649.
Si, dans la préface de l'ouvrage, Luis Lasso de la Vega a revendiqué la qualité d'auteur de l'ensemble du travail, les érudits et historiens nahuatl du Mexique s'accordent à accepter la paternité d'Antonio Valeriano pour le Nican motecpana. Le débat sur la paternité du Nican motecpana a démarré très tôt : en 1666, Lic. Luis Becerra Tanco (1603-1672), prêtre séculier, affirma (dans une déposition pour les enquêtes de Francisco de Siles, chargée de compiler une documentation de la continuité du culte populaire de la Vierge, depuis son apparition) que le récit nahuatl était basé sur une tradition orale ancienne.
Becerra Tanco utilisa cet argument dans sa publication « Felicidad de México » (Le bonheur du Mexique) en 1675, pour affirmer que le texte de Luis Lasso de la Vega devait être basé sur des documents créés à l'aide de collaborations entre la faculté franciscaine du collège de Santa Cruz de Tlatelolco (es) et leurs élèves peu après l’apparition ; ces documents étant ensuite supposés avoir été collectés par Fernando de Alva Cortés Ixtlilxochitl. Luis Becerra a même prétendu avoir vu dans ces papiers « un livre manuscrit écrit dans les lettres de notre alphabet, dans la main d’un Indien, dans lequel étaient décrites quatre apparitions de la Très Sainte Vierge à l'Indien Juan Diego et à son oncle Juan Bernardino »[réf. nécessaire].
Parmi les autres érudits qui ont contesté la paternité de Laso de la Vega, on peut citer Francisco de Florencia, un chroniqueur jésuite, qui a supposé que le « manuscrit indien » mentionné par Becerra Tanco avait été écrit par Gerónimo de Mendieta (mort en 1605), un missionnaire et un historien franciscain du début de la Nouvelle-Espagne et Carlos de Sigüenza y Góngora, censeur de Florencia, qui, en guise de correction de sa charge, jura qu'il « avait trouvé ce récit parmi les journaux de Fernando de Alva. [...] L'original en mexicain [nahuatl] est une lettre de don Antonio Valeriano, un Indien, qui en est le véritable auteur ». Selon le témoignage sous serment de D. Carlos de Sigüenza y Góngora, la première édition est tirée de la calligraphie d'Antonio Valeriano, son auteur. Une copie manuscrite partielle du Nican mopohua et datée de 1556, comprenant 16 pages est conservée à la bibliothèque publique de New York depuis 1880.

#### Études et critiques
Aujourd'hui, la plupart des érudits et historiens nahuatl du Mexique s'accordent pour dire « qu'il est probable que le manuscrit en nahuatl utilisé par Luis Lasso de la Vega [(le Nican Motecpana)] était bien celui d’Antonio Valeriano, et que ce premier récit a été rédigé en 1556 »,,. Ainsi l'historien Edmundo O'Gorman (1906-1995) pense qu’Antonio Valeriano avait écrit le Nican mopohua en 1556, et l’historien León-Portilla accepte lui aussi cette hypothèse.
Cependant, il existe toujours une « querelle philologique et historique autour d'une possible transmission orale du récit d'apparition jusqu'à sa transcription tardive au milieu du XVIIe siècle ». Certains spécialistes contemporains soutiennent que Becerra Tanco, Florencia, et Sigüenza y Góngora ont tenté d'authentifier les événements du récit en définissant son auteur comme une personne originaire du Mexique et antérieur au milieu du XVIIe siècle.

## Sources
- (en) Cet article est partiellement ou en totalité issu de l’article de Wikipédia en anglais intitulé « Huei tlamahuiçoltica » (voir la liste des auteurs).